# Srpski Top Model
Srpski Top Model è un reality show serbo, in onda su Prva, basato sul format statunitense America's Next Top Model.

## Edizioni
| Edizione | Messa in onda | Vincitrice      | Seconda classificata | Altre concorrenti | Numero di concorrenti | Destinazioni internazionali |
| -------- | ------------- | --------------- | -------------------- | --- | --------------------- | --------------------------- |
| 1        | 16 marzo 2011 | Neda Stojanović | Bojana Banjac        | Jelena Jokić, Milica Paravina, Jelena Petrović, Tamara Vojdić (ritirata), Anamari Ćulafić, Tijana Bajin, Marina Žikić, Nera Paštor, Dejana Živković, Kristina Marković, Ana Minkić, Katarina Kojadinović, Milica Đorđević | 15                    | Zagabria Berlino Budua      |